# بول نفرمان
بول نفرمان (بالألمانية: Paul Nevermann)‏ (و. 1902 – 1979 م) هو سياسي، ومحامي ألماني، كان عضوًا في الحزب الديمقراطي الاجتماعي الألماني، توفي في بويرتو دي لا كروث، عن عمر يناهز 77 عاماً.

## مناصب
تولى منصب عمدة
- عضو البرلمان هامبورغ ‏
- عمدة هامبورغ  [لغات أخرى]‏

.

## التعليم
تعلم في جامعة هامبورغ
.

## روابط خارجية
- بول نفرمان على موقع مونزينجر (الألمانية)